# وليد الطيب
وليد عبد الرحمن الطيب (ولد في 17 سبتمبر 1997 في جدة، السعودية) لاعب كرة قدم إثيوبي سعودي بحريني يجيد اللعب في مركز الوسط المهاجم. يلعب حاليا لصالح الخالدية في الدوري البحريني الممتاز منذ 2023.

## المسيرة الرياضية

### الأندية
في 1 يوليو 2015 تم تصعيد الطيب إلى الفريق الأول بنادي البسيتين. في موسمه الوحيد 2015-2016 وفي بطولة الدوري البحريني الممتاز ساهم في احتلال فريقه المركز التاسع قبل الأخير بفارق نقطة واحدة عن منطقة الأمان وبالتالي الهبوط إلى الدرجة الثانية. وفي بطولة كأس ملك البحرين خرج فريقه من مباراته الأولى عندما خسر في الدور 16 من البحرين بركلات الترجيح. وفي بطولة كأس الاتحاد البحريني فشل فريقه في التأهل إلى الدور النصف النهائي بعدما احتل المركز السادس في المجموعة الأولى بفارق 10 نقاط عن صاحب المركز الثاني الحد.
في 1 يوليو 2016 انتقل الطيب من البسيتين إلى المالكية البحريني في صفقة انتقال حر. في موسمه الأول 2016-2017 وفي بطولة الدوري الممتاز ساهم في تتويج فريقه بالبطولة للمرة الأولى في تاريخه عندما تصدر الترتيب بفارق نقطتين عن وصيفه الرفاع وليحقق الطيب أولى بطولاته مع الأندية. وفي بطولة كأس ملك البحرين ساهم في وصول فريقه إلى الدور الربع النهائي حينها خسر من الشباب 1-4. وفي بطولة كأس الاتحاد البحريني ساهم في وصول فريقه إلى المباراة النهائية حينها خسر من الحد بركلات الترجيح.
في موسمه الثاني والأخير 2017-2018 وفي بطولة الدوري الممتاز ساهم في احتلال فريقه المركز الرابع بفارق 17 نقطة عن البطل المحرق. وفي بطولة كأس ملك البحرين ساهم في وصول فريقه إلى الدور الربع النهائي حينها خسر من الرفاع 0-1. وفي بطولة كأس السوبر البحريني خسر فريقه من المنامة بركلات الترجيح. وفي بطولة كأس النخبة البحريني ساهم في وصول فريقه إلى المباراة النهائية حينها خسر من الحد 1-2. وفي بطولة دوري أبطال آسيا خرج فريقه من مباراته الأولى عندما خسر في الدور التمهيدي الثالث خارج أرضه من العين الإماراتي 0-2 لينتقل للعب في بطولة كأس الاتحاد الآسيوي حيث فشل في التأهل إلى الدور النصف النهائي لمنطقة غرب آسيا بعدما احتل المركز الثالث في المجموعة الأولى بفارق 5 نقاط عن صاحب المركز الثاني القوة الجوية العراقي.
في 1 يوليو 2018 انتقل الطيب من المالكية إلى الرفاع البحريني (الدوري الممتاز) في صفقة انتقال حر. في موسمه الوحيد 2018-2019 وفي بطولة الدوري الممتاز ساهم في تتويج فريقه بالبطولة بعدما تصدر الترتيب بفارق 6 نقاط عن وصيفه المنامة ليحقق الطيب ثاني بطولاته مع الأندية. وفي بطولة كأس ملك البحرين ساهم في تتويج فريقه بالبطولة بعدما تغلب في المباراة النهائية على الحد 2-1 ليحقق الطيب ثالث بطولاته مع الأندية. وفي بطولة كأس النخبة البحريني فشل فريقه في التأهل إلى الدور النصف النهائي بعدما احتل المركز الثالث الأخير في المجموعة الأولى بفارق نقطة واحدة عن صاحب المركز الحد. وفي بطولة كأس الاتحاد البحريني فشل فريقه في التأهل إلى الدور النصف النهائي عندما احتل المركز الثالث في المجموعة الثالثة بفارق 3 نقاط عن المتصدر البحرين. وفي بطولة كأس العرب للأندية الأبطال خرج من المرحلة الأولى عندما خسر من مولودية الجزائر الجزائري 1-2 في مجموع المباراتين.
في 1 يوليو 2019 انتقل الطيب من الرفاع إلى البحرين البحريني (الدرجة الثانية) في صفقة انتقال حر. في موسمه الأول 2019-2020 وفي بطولة دوري الدرجة الثانية ساهم في احتلال فريقه المركز الثالث بفارق الأهداف عن صاتحب المركز الثاني البديع المؤهل للصعود المباشر إلى الدوري الممتاز وانتقل للحق في ملحق الصعود حيث خسر من صاحب المركز الثامن بالدوري الممتاز البسيتين 2-4. وفي بطولة كأس ملك البحرين خرج من المرحلة الأولى عندما خسر في الدور 16 من المحرق بركلات الترجيح بعد التعادل 0-0 في مجموع المباراتين. وفي بطولة كأس الاتحاد البحريني فشل فريقه في التأهل إلى الدور النصف النهائي عندما احتل المركز الثاني في المجموعة الرابعة بفارق نقطتين عن المتصدر البسيتين.
في موسمه الثاني والأخير 2020-2021 وفي بطولة دوري الدرجة الثانية ساهم في حصد فريقه 7 نقاط من 8 مباريات. وفي بطولة كأس ملك البحرين خرج من المرحلة الأولى عندما خسر في الدور التمهيدي من الخالدية 1-6. وفي بطولة كأس الاتحاد البحريني ساهم في حصد فريقه 6 نقاط من مباراتين.
في 31 يناير 2021 انتقل الطيب من البحرين إلى البديع البحريني (الدوري الممتاز) في صفقة انتقال حر. في موسمه الوحيد 2020-2021 وفي بطولة الدوري الممتاز ساهم في احتلال فريقه المركز السابع بفارق نقطتين عن منطقة الهبوط. وفي بطولة كأس الاتحاد البحريني ساهم في وصول فريقه إلى الدور النصف النهائي حينها خسر من المحرق 1-3.
في 5 يناير 2022 انتقل الطيب من البديع إلى سترة البحريني (الدرجة الثانية) في صفقة انتقال حر. في موسمه الوحيد 2021-2022 وفي بطولة دوري الدرجة الثانية ساهم في احتلال فريقه المركز الثالث بفارق 9 نقاط عن صاحب المركز الثاني البحرين المؤهل مباشرة للصعود إلى الدوري الممتاز وبالتالي انتقل مع صاحب المركز الرابع المالكية إلى ملحق الصعود وانضم إليهما صاحبا المركزين الثامن والتاسع في الدوري الممتاز وهما البديع والحد على التوالي وأقيم ملحق الصعود بطريقة الدوري من دور واحد على أن تصعد الفرق الثلاثة الأولى إلى الدوري الممتاز واستطاع الطيب أن يساهم في احتلال فريقه المركز الثاني وبالتالي الصعود إلى الدوري الممتاز. وفي بطولة كأس الاتحاد البحريني فشل فريقه في التأهل إلى الدور النصف النهائي.
في 11 سبتمبر 2022 انتقل الطيب من سترة إلى الحالة البحريني (الدوري الممتاز) في صفقة انتقال حر. في موسمه الوحيد 2022-2023 وفي بطولة الدوري الممتاز ساهم في احتلال فريقه المركز العاشر بفارق نقطتين عن منطقة الهبوط المباشر وبالتالي انتقل للعب في ملحق البقاء الذي جمع بين صاحبي المركزين التاسع والعاشر في الدوري الممتاز وصاحبي المركزين الثالث والرابع في دوري الدرجة الثانية حيث احتل فريقه المركز الثاني بفارق نقطتين عن منطقة الهبوط وبقي في الدوري الممتاز. وفي بطولة كأس ملك البحرين ساهم في تتويج فريقه بالبطولة للمرة الأولى منذ 42 سنة عندما تغلب في المباراة النهائية على الأهلي بركلات الترجيح ليحقق الطيب رابع بطولاته مع الأندية. وفي بطولة كأس الاتحاد البحريني فشل فريقه في التأهل إلى الدور النصف النهائي بعدما احتل المركز الثالث في المجموعة الثالثة بفارق 9 نقاط عن المتصدر الخالدية.
في 7 يوليو 2023 انتقل الطيب من الحالة إلى الخالدية البحريني (الدوري الممتاز) في صفقة انتقال حر.

## الإنجازات
- المالكية (1)
  - الدوري البحريني الممتاز (1): 2017/2016
- الرفاع (2)
  - الدوري البحريني الممتاز (1): 2019/2018
  - كأس ملك البحرين (1): 2019/2018
- الحالة (1)
  - كأس ملك البحرين (1): 2023/2022